# Santa Cruz de Pinares
Santa Cruz de Pinares är en kommun i Spanien.   Den ligger i provinsen Provincia de Ávila och regionen Kastilien och Leon, i den centrala delen av landet, 80 km väster om huvudstaden Madrid. Antalet invånare är 161.